# 關於希望
《關於希望》（日语：希望について）是日本組合NO NAME的出道單曲。2012年8月1日由King Records發售。

## 概要
關於希望是偶像組合從AKB48、SKE48、NMB48電視動畫的「AKB0048」声優選出的9人演唱的單曲。分為type-A 初回限定盤、type-B 初回限定盤、type-A 通常盤、type-B 通常盤共4種發售。

## 收錄曲

### type-A 初回限定盤
CD
1. 關於希望
(作詞 : 秋元康・作曲 : 川浦正大・編曲 : 野中“まさ”雄一
  - 電視動畫「AKB0048」的主題曲
2. 夢將不斷重生
　 (作詞 : 秋元康・作編曲 : 伊藤心太郎)
  - 電視動畫「AKB0048」的片尾曲
3. 彩虹列車
(作詞 : 秋元康・作曲 : 藤本貴則・編曲 : 野中“まさ”雄一)
  - 電視動畫「AKB0048」的片尾曲 (13話)
4. 關於希望 (off vocal ver.)
5. 夢將不斷重生 (off vocal ver.)
6. 彩虹列車 (off vocal ver.)

DVD
1. 「關於希望」Music Video～NO NAME 團員Version～
2. 「NO NAME NABE～平常是這種感覺？～」

封入特典生写真 (隨機1種) (全9種)

### type-B 初回限定盤
CD
1. 關於希望
2. 夢將不斷重生
3. 彩虹列車
4. 關於希望 (off vocal ver.)
5. 夢將不斷重生 (off vocal ver.)
6. 彩虹列車 (off vocal ver.)

DVD
1. 「關於希望」Music Video～原始動畫Version
2. 「Making of Music Video」
3. 「THE潛入～突擊製作現場吧～」(出演 : 石田晴香・佐藤亞美菜・佐藤堇)

封入特典立体生写真【キャラクター ARカード】 (隨機1種) (全9種)

### type-A 通常盤
CD
1. 關於希望
2. 夢將不斷重生
3. 彩虹列車
4. 關於希望 (off vocal ver.)
5. 夢將不斷重生 (off vocal ver.)
6. 彩虹列車 (off vocal ver.)

### type-B 通常盤
CD
1. 關於希望
2. 夢將不斷重生
3. 彩虹列車
4. 關於希望 (off vocal ver.)
5. 夢將不斷重生 (off vocal ver.)
6. 彩虹列車 (off vocal ver.)

## 備註
1. ↑  . RIAJ.   [2012-09-10]. （原始内容存档于2013-09-15）.